# 大阪運輸支局
大阪運輸支局（おおさかうんゆしきょく）は、国土交通省の地方支分部局である運輸支局のひとつ。近畿運輸局管内。海事部門は小型船舶操縦免許証の受付等は行うが、原則として近畿運輸局の直轄区域となっている。

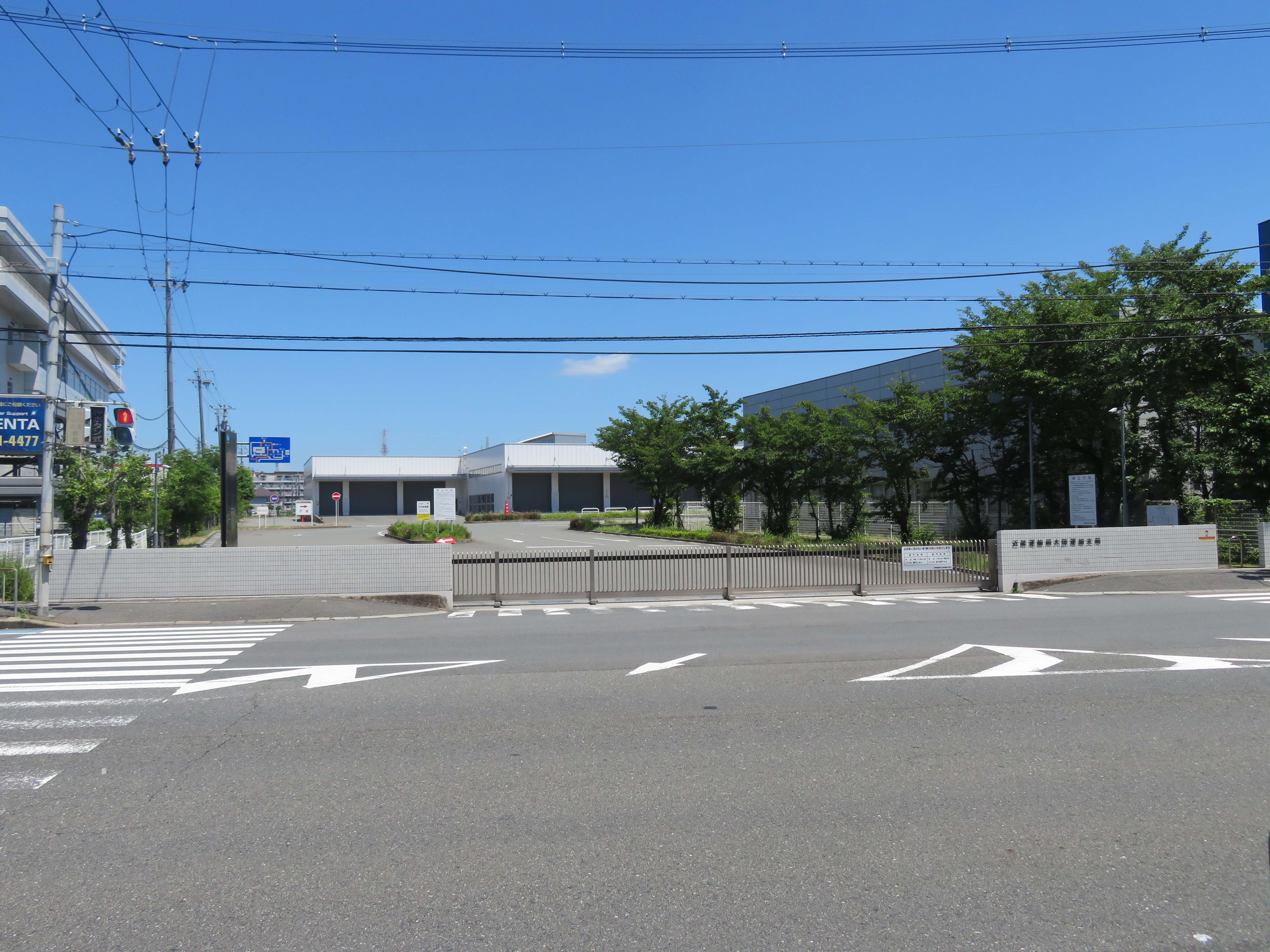
大阪運輸支局

管内に2つの出先機関を持つ。

## 所在地
- 大阪運輸支局 - 大阪府寝屋川市高宮栄町12-1
  - 京阪本線「寝屋川市駅」より、京阪バス「電通大寝屋川キャンパス」下車すぐ
- なにわ自動車検査登録事務所 - 大阪府大阪市住之江区南港東3丁目1-14
  - ニュートラム「南港口駅」下車徒歩10分
- 和泉自動車検査登録事務所 - 大阪府和泉市上代町官有地
  - JR西日本阪和線「鳳駅」または、南海泉北線「光明池駅」より、南海バス「自動車検査場前」下車すぐ

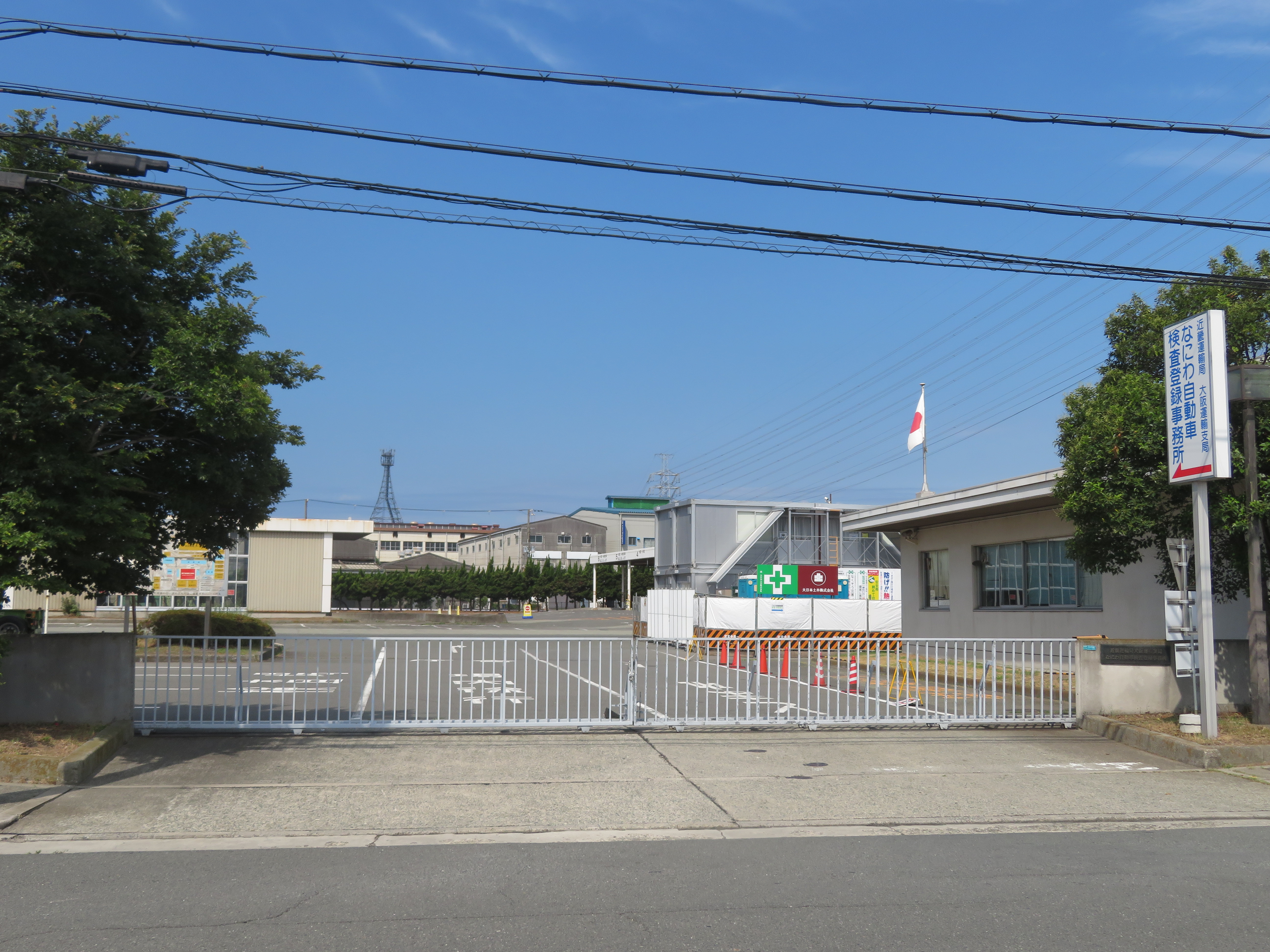
なにわ自動車検査登録事務所
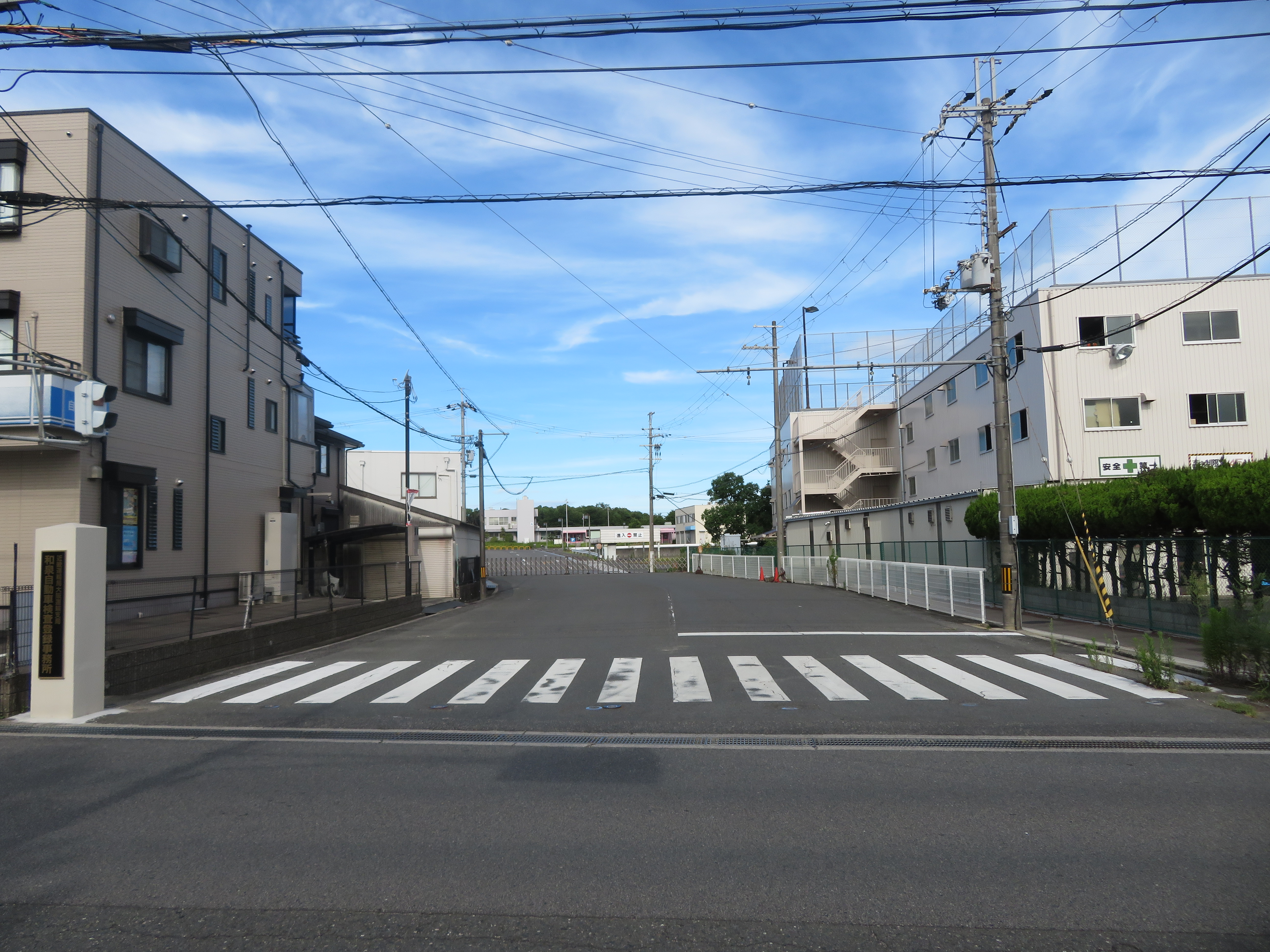
和泉自動車検査登録事務所

## 管轄区域
- 大阪運輸支局 - 大阪府北部（豊中市、池田市、吹田市、高槻市、守口市、枚方市、茨木市、八尾市、寝屋川市、大東市、箕面市、門真市、摂津市、東大阪市、四條畷市、交野市、三島郡島本町、豊能郡豊能町・能勢町）
  - ナンバープレートは「大阪」ナンバーが交付される。
- なにわ自動車検査登録事務所 - 大阪市
  - ナンバープレートは「なにわ」ナンバーが交付される。
- 和泉自動車検査登録事務所 - 大阪府南部（堺市、岸和田市、泉大津市、貝塚市、泉佐野市、富田林市、河内長野市、松原市、和泉市、柏原市、羽曳野市、高石市、藤井寺市、泉南市、大阪狭山市、阪南市、泉北郡忠岡町、泉南郡熊取町・田尻町・岬町、南河内郡太子町・河南町・千早赤阪村）
  - ナンバープレートは「和泉」ナンバーおよび「堺」ナンバー（ご当地ナンバー、堺市）が交付される。

## 組織
現在、課制からスタッフ制となっており各部門には首席運輸企画専門官（検査・整備部門のみ首席陸運技術専門官）が配置されている。
- 支局長
  - 次長
  - 総務・企画部門
  - 輸送部門
  - 監査部門
  - 検査・整備部門
  - 登録部門

## 沿革
- 1949年 - 運輸省大阪府陸運事務所として発足。「大」ナンバーの交付開始。
- 1964年 - 交付されるナンバーが「大」から「大阪」「泉」に変更となる。
- 1983年 - 大阪市に大阪府陸運事務所なにわ支所を開設、「なにわ」ナンバーの交付開始。
- 1988年 - 和泉支所で交付されるナンバーが「泉」から「和泉」に変更となる（総排気量360cc超550cc以下の軽自動車用中型番号標を除く。同番号標については当初から「和泉」のフル表記であった）。
- 2007年 - 和泉自動車検査登録事務所でご当地ナンバー「堺」の交付開始。

## 備考
- 「大阪」ナンバー
  - 当初は大阪府全域に「大」ナンバーが交付されていた。
  - 「なにわ」ナンバー交付開始以前は、大阪市北区・都島区・福島区・此花区・東区・西区・港区・天王寺区・南区・大淀区・西淀川区・東淀川区・東成区・生野区・旭区・城東区・淀川区・鶴見区にも「大阪」ナンバーが交付されていた。
- 「なにわ」ナンバー
  - 大阪市を管轄区域とするが「大阪」が使えないため、大阪市域の古称・別称である「なにわ」が採用されている。平仮名表記となった理由は定かではないが、「なにわ」の漢字表記が複数存在することから、それを回避して平仮名表記になったと思われる。なお、「なにわ」ナンバーは全国で二例目の平仮名ナンバーである。
  - 平仮名ナンバーは他に、「いわき」ナンバー（福島運輸支局いわき自動車検査登録事務所管内）、「とちぎ」ナンバー（栃木運輸支局佐野自動車検査登録事務所管内）、「つくば」ナンバー（茨城運輸支局土浦自動車検査登録事務所管内のうち、つくば市などのご当地ナンバー）がある。
- 「和泉」ナンバー（「泉」ナンバー）
  - 「なにわ」ナンバー交付開始以前は、大阪市大正区・浪速区・阿倍野区・住吉区・東住吉区・西成区・住之江区・平野区にも「泉」ナンバーが交付されていた。
  - 「泉」ナンバーは地名一文字表記の原則である頭文字を使用していない珍しいナンバーだった。和歌山県陸運事務所（現・和歌山運輸支局）が既に「和」ナンバーを交付していたためで、通常なら当初からフル表記となる。